# Dias de campo
Dias de campo (em francês, Journées à a campagne) é um filme do reconhecido director chileno arraigado em França Raúl Ruiz, também conhecido como Raoul Ruiz (1941-2011). Estreada inicialmente o 5 de setembro de 2004 no Festival Internacional de Cinema de Montreal, apareceu nas salas francesas o 15 de dezembro do mesmo ano.

## Argumento
Dois homens maiores conversam num bar de Santiago de Chile referindo-se a eles mesmos como se estivessem morridos, sem se saber a ciência exata que é o real e o imaginário no que se dizem.

## Partilha
| Actor                 | Personagem                             |
| --------------------- | -------------------------------------- |
| Marcial Edwards       | Dom Federico (60 anos)                 |
| Mario Montilles       | Dom Federico (90 anos)                 |
| Bélgica Castro        | Paulita                                |
| Ignacio Agüero        | Daniel Loiro                           |
| Rosa Ramírez          | Petita                                 |
| Mónica Echeverría     | A senhora                              |
| Carlos Flores do Pino | Advogado de Ursúa (como Carlos Flores) |
| Francisco Reis        | Dr. Chadián                            |
| Amparo Noguera        | Señorita Chazal                        |
| Cristián Quezada      | Cárcamo                                |
| Mauricio Álamo        | Tenente Arroio                         |

## Prêmios

### Festival Internacional de Cinema de Montreal
| Ano  | Prêmio                   | Resultado |
| ---- | ------------------------ | --------- |
| 2006 | Grand Prix dês Amériques | Nominada  |

### Festival de Cinema de Lima
| Ano  | Prêmio                          | Resultado |
| ---- | ------------------------------- | --------- |
| 2006 | Prêmio da Crítica Internacional | Ganhadora |

### Festival Internacional de Cinema de Valdivia
| Ano | Concorrência         | Prêmio     | Resultado |
| --- | -------------------- | ---------- | --------- |
| 2006 | Largometraje Chileno | Prêmio TVN | Ganhadora |
| Nota: Por este prêmio, único outorgado nesta concorrência, TVN comprou os direitos do filme para transmitir durante o mês de setembro. Ademais Ruiz recebeu bilhete de ida e volta para assistir ao Festival Internacional de Cinema de San Sebastián. |                      |            |           |

### Prêmio Altazor das Artes Nacionais
| Ano  | Área                | Categoria              | Resultado |
| ---- | ------------------- | ---------------------- | --------- |
| 2006 | Artes Visuais Chile | Direcção Ficção Cinema | Ganhadora |

### Prêmio Pedro Sienna
| Ano  | Prêmio                  | Resultado |
| ---- | ----------------------- | --------- |
| 2006 | Menção Especial do Júri | Ganhadora |